# Пижице
Пижице (пољ. Pyrzyce) је град у Пољској у Војводству Западно Поморје у Повјату пижишком. Према попису становништва из 2011. у граду је живело 12.925 становника.

## Становништво
Према прелиминарним подацима са пописа, у граду је 2011. живело 12.925 становника.
| 2002.  | 2011.  | 2012.  |
| ------ | ------ | ------ |
| 12.811 | 12.925 | 12.875 |

## Партнерски градови
- Голењов
- Бад Зилце
- Корбах
- Високо Мито
- Злоћењец